# یابولکووتسی
یابولکووتسی (به بلغاری: Yabulkovtsi) یک منطقهٔ مسکونی در بلغارستان است که در تریاونا واقع شده‌است.